# دانييل فيجا
دانييل فيجا (بالإسبانية: Daniel Vega)‏ (19 أكتوبر 1981 ببوينس آيرس في الأرجنتين - ) هو لاعب كرة قدم أرجنتيني في مركز الهجوم. لعب مع غودوي كروز ولوس أنديس ونادي إيميلك وهوراكان وسان مارتين دي توكومان ‏ ونادي ألميرانته براون وأتليتكو بلاتينسي ‏ وEstudiantes de Buenos Aires ‏.

## روابط خارجية
- دانييل فيجا على موقع قاعدة بيانات كرة القدم.إي يو (الإنجليزية)
- دانييل فيجا على موقع Soccerway.com (الإنجليزية)